# Živaja
Živaja falu Horvátországban Sziszek-Monoszló megyében. Közigazgatásilag Hrvatska Dubicához tartozik.

## Fekvése
Sziszektől légvonalban 38, közúton 46 km-re délkeletre, községközpontjától 10 km-re északnyugatra a Báni végvidéken a Száva és az Una között, a Sunjáról Hrvatska Dubicára vetező főút mentén, Šaš és Gornji Cerovljani között, a Živaj-patak partján fekszik. Az út mentén 7 km hosszúságban nyúlik el, ezzel a térség leghosszabb települése. Az úttal párhuzamosan halad a Zágráb – Novszka vasúti fővonal, mely nagy nemzetközi forgalmat bonyolít le. Tőle keletre a Száváig sík, erdős vidék húzódik, míg a falu nyugati része az Una irányában enyhén dombos.

## Története
A törökellenes felszabadító harcok keretében Erdődy Miklós horvát bán 1685-ben adta ki a parancsot a töröknek az Una folyóig történő visszaszorítására. Ennek során foglalták vissza a térséget a császári erők. A kialakult erőviszonyokat az 1699-es karlócai béke szentesítette, ezzel a határ hivatalosan is az Una folyóhoz került vissza. A térségbe már 1687-től megkezdődött a keresztény lakosság betelepítése. A korabeli dokumentumok szerint Erdődy megkérte Borković zágrábi püspököt, hogy bovići és kirini birtokairól szerbeket telepítsen ide. Valamivel később 1693-ban Erdődy Ferenc petrinyai gróf Drasković Pétert tette meg a slabinja környéki települések urának. A Banovina déli részén, Blinja környékén a Keglević családnak is jelentős birtokai voltak. Emiatt állandó összetűzésben álltak a boszniai törökökkel. A védelmet szolgáló erők erősítésére Keglević előbb Petrinya környékén, majd Krivajnál és Sunjánál is nagy számú pravoszláv népességet telepített le. 1699-ben pedig már Živaja is benépesült.
1703-ban Lipót császár az egész Una és Kulpa közötti térséget a bán katonai parancsnoksága alá rendelte, ezzel létrejött a Báni végvidék (horvátul Banija, vagy Banovina). A 18. században két nagy törökellenes háború is dúlt 1716 és 1718, illetve 1737 és 1739 között. Az elsőben a császári hadak felszabadították Észak-Boszniát és Szerbiát, de a másodikban újra elveszítették ezeket a területeket. 1718 és 1871, a katonai közigazgatás megszüntetése között katonai irányítás alatt állt. 1742-ben a török ismét betört az Unamentére végigpusztítva azt. 1749-ben a Báni végvidéket átszervezték, két ezredre, a glinaira és a kostajnicaira osztották fel. A falu 1774-ben az első katonai felmérés térképén még két településként „Dorf Unter Sivay”, illetve „Dorf Ober Sivay” néven szerepel. 1809 és 1813 között francia uralom alatt állt. A katonai közigazgatás megszüntetése után Zágráb vármegye Kostajnicai járásának része volt. 1857-ben 792, 1910-ben 1357 lakosa volt. 1884-ben megnyílt a Zágráb – Novszka vasútvonal, mely fellendítette a térség gazdaságát.
1918-ban az új szerb-horvát-szlovén állam, majd később Jugoszlávia része lett. Különösen nehéz időszakot élt át a község lakossága a II. világháború alatt. 1941-ben a németbarát Független Horvát Állam része lett. A szerb lakosság egy része küzdött az usztasák ellen, akik bosszúból az egész falut felégették. A lakosság egy részét a jasenovaci koncentrációs táborba hurcolták, ahol sokan elpusztultak. A háború után a lakosság főként mezőgazdasággal és állattartással foglalkozott, de a föld nagyon sovány, az állatállomány pedig kevés volt. Nem biztosított jó megélhetést a település lakóinak, akik a közelebbi városok (Sziszek, Petrinya, Zágráb) ipari üzemeibe mentek dolgozni. Ezekkel jó volt a vasúti összeköttetés is. Az ott dolgozók közül egyre többen telepedtek le a városokban, így a lakosság száma jelentősen csökkent. A falu lakossága elöregedett. 1991-ben a háború előtt lakosságának 90%-a szerb nemzetiségű volt. 1991-ben szerb lakossága a jugoszláv hadsereghez csatlakozott és csekély számú a horvát lakosságnak menekülnie kellett. 1995. augusztus 5-én a Vihar hadművelet elején szabadították fel a horvát erők. A szerb lakosság nagy része elmenekült. A településnek 2011-ben 309 lakosa volt.

## Népesség
| Lakosság változása | Lakosság változása | Lakosság változása | Lakosság változása | Lakosság változása | Lakosság változása | Lakosság változása | Lakosság változása | Lakosság változása | Lakosság változása | Lakosság változása | Lakosság változása | Lakosság változása | Lakosság változása | Lakosság változása | Lakosság változása |
| ------------------ | ------------------ | ------------------ | ------------------ | ------------------ | ------------------ | ------------------ | ------------------ | ------------------ | ------------------ | ------------------ | ------------------ | ------------------ | ------------------ | ------------------ | ------------------ |
| 1857               | 1869               | 1880               | 1890               | 1900               | 1910               | 1921               | 1931               | 1948               | 1953               | 1961               | 1971               | 1981               | 1991               | 2001               | 2011               |
| 792                | 982                | 1.048              | 1.187              | 1.178              | 1.357              | 1.317              | 1.444              | 1.062              | 1.057              | 1.055              | 943                | 800                | 726                | 484                | 309                |

## Nevezetességei
Szent Illés próféta tiszteletére szentelt pravoszláv temploma 1885-ben épült, de a helyén már a 18. században is állt templom. 1942 végén miután a faluból sokan partizánnak álltak az usztasák lerombolták. A romokat a háború után széthordták, helyén később csak egy harangtornyot állítottak fel. Az új templom építése 1989-ben kezdődött. A horvát hatóságok 1996. április 1-jén kiadott jelentése szerint a templom csak az északi oldalon volt befejezve, a keleti oldal romos volt. Az ikonok a templomban szétszórva hevertek, csak egy részük maradt sérült állapotban az ikonosztázon. 1997. szeptember 24-én a templomot aláaknázták és teljesen lerombolták. Romjai a főutca északi oldalán ma is láthatók. Vele átellenben fa harangláb áll.

## Gazdaság
A helyiek fő megélhetési alapja a mezőgazdaság és az állattartás, de a fiatalok többnyire a közeli városokban dolgoznak.

## Kultúra
A falu minden év augusztus 2-án megünnepli védőszentjének, Illés prófétának az ünnepét. Ez alkalommal összegyűlnek az innen elszármazottak is és minden ház tele van vendégekkel. Ezután mindnyájan összegyűlnek a Cintor platón, az egykori templom helyén. Ez az esemény az utóbbi időben a turistaforgalmat is fellendítette.

## Turizmus
A falu keresztül vezet az 50 kilométer hosszú sunjai 4-es számú kerékpárút, mely Hrvatska  Dubica irányában halad tovább. A Lonja-mező természetvédelmi területe innen légvonalban mintegy 6 km-re fekszik. Gyakran látni errefelé is a park madarait, melyek közül sokan itt raknak fészket. A falu vonzereje ezen kívül a Száva és az Una közelségében, a számos forrásban, a természeti szépségekben és a nagy kiterjedésű vadászterületben rejlik.

## Sport
Az NK Petar Mećava Živaja labdarúgóklub 1973 és 1991 között működött a településen.

## Fordítás
Ez a szócikk részben vagy egészben  a(z)   Živaja című horvát Wikipédia-szócikk ezen változatának fordításán alapul.  Az eredeti cikk szerkesztőit annak laptörténete sorolja fel. Ez a jelzés csupán a megfogalmazás eredetét és a szerzői jogokat jelzi, nem szolgál a cikkben szereplő információk forrásmegjelöléseként.